# Ranunculus macropetalus
Ranunculus macropetalus DC. – gatunek rośliny z rodziny jaskrowatych (Ranunculaceae Juss.). Występuje endemicznie w Andach, w Peru. Został zaobserwowany między innymi w Parku Narodowym Otishi.

## Morfologia
PokrójŁodyga jest naga.
LiścieLiście odziomkowe osadzone są na ogonkach liściowych, są okrągłe w zarysie, karbowane na brzegu. Liście łodygowe mają jajowato lancetowaty kształt, są siedzące.
KwiatyZebrane są po kilka w kwiatostany.